# Manfred Kirchgeßner
Manfred Kirchgeßner (* 21. Mai 1929 in Gerichtstetten, Republik Baden; † Januar 2017) war ein deutscher Ernährungs- und Tierphysiologe.
Kirchgeßner studierte Agrarwissenschaft an der Universität Hohenheim und Chemie für das Fach Ernährungsphysiologie an der Universität Stuttgart. Er war zunächst Mitarbeiter von Werner Wöhlbier am Institut für Tierernährung an der Universität Stuttgart-Hohenheim und habilitierte sich 1959. Mit Venia legendi für Ernährungsphysiologie und Fütterungslehre war er bis zu seiner Berufung nach Weihenstephan Privatdozent in Hohenheim.
Von 1961 bis zu seiner Emeritierung 1997 hatte er den Lehrstuhl für Ernährungsphysiologe und Tierernährung an der TU München in Freising-Weihenstephan inne. Er hat mehrere Bücher verfasst, über 1500 wissenschaftliche Originalarbeiten und 150 Reviews in nationalen und internationalen Zeitschriften publiziert. Über 150 Doktoranden und 22 Habilitanden haben seine Betreuung durchlaufen.
Er wurde mit sieben Ehrendoktoraten der Agrarwissenschaften, der Veterinärmedizin, der Medizin, der Chemie und der Biowissenschaften von europäischen, asiatischen und US-amerikanischen Universitäten geehrt.
Manfred Kirchgeßner wurde 1983 zum Mitglied der Leopoldina gewählt.